# Arre (Padua)

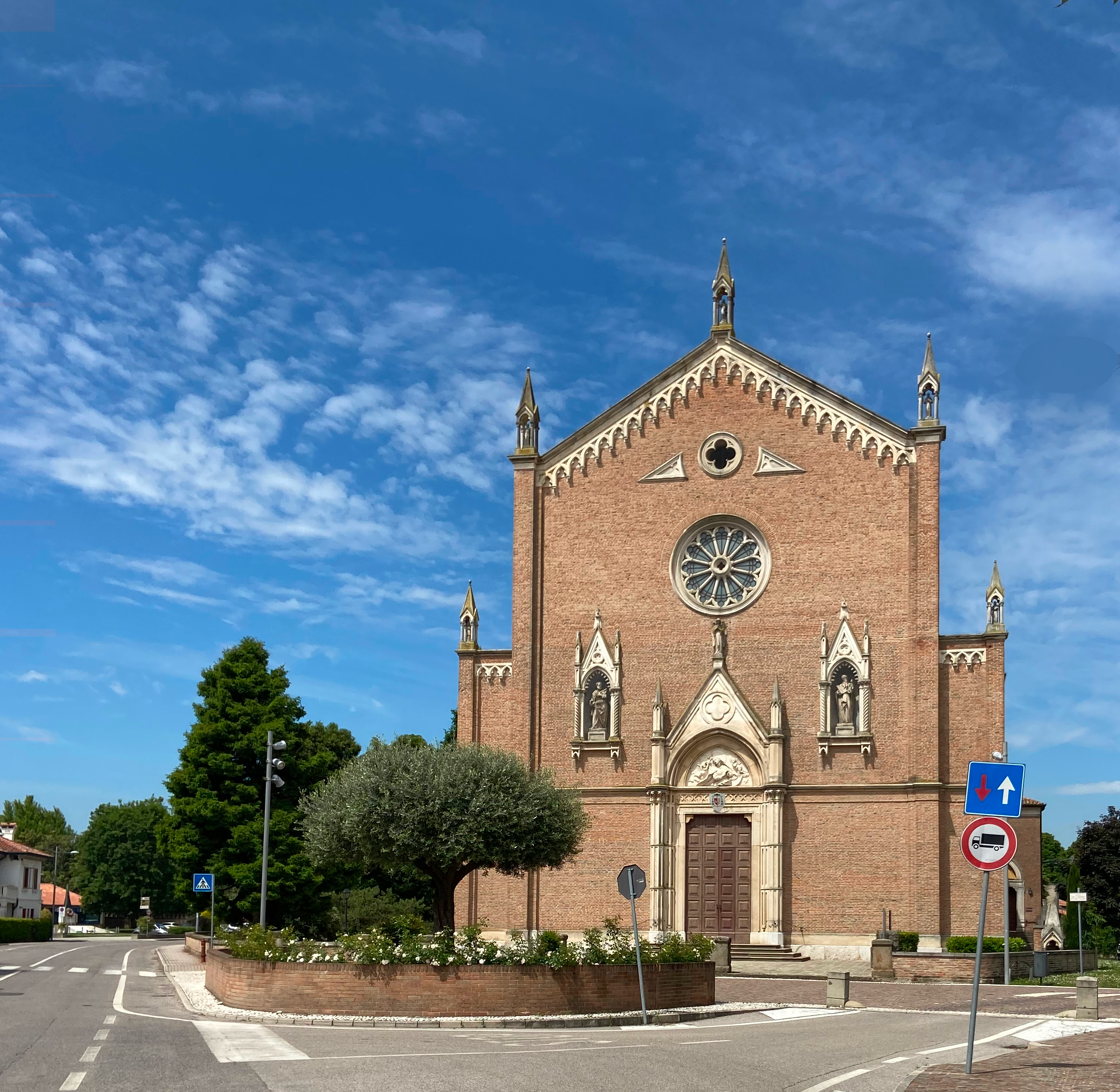
Platz in Arre

Arre ist eine nordostitalienische Gemeinde (comune) mit 2062 Einwohnern (Stand 31. Dezember 2023) in der Provinz Padua in Venetien. Die Gemeinde liegt etwa 17 Kilometer südlich von Padua.

## Gemeindepartnerschaft
Arre unterhält eine Partnerschaft mit der französischen Gemeinde Warmeriville im Département Marne.